# Sarah Boyack
Sarah Boyack est une personnalité politique britannique, née en 1961 à Glasgow.
Membre du parti travailliste écossais (Scottish Labour Party), elle siège au Parlement écossais depuis 1999. Boyack occupe des responsabilités ministérielles dans les gouvernements Dewar et McLeish.

## Biographie

### Jeunesse et formation
Sarah Boyack grandit à Édimbourg. Fille de Jim Boyack, une figure du parti travailliste écossais, elle étudie l'histoire et la science politique à l'université de Glasgow.

### Parlement écossais
Lors des élections parlementaires écossaises de 1999, Sarah Boyack est élue dans la circonscription d'Edinburgh Central. Elle est réélue au Parlement écossais en 2003 et 2007. Durant cette période, elle dirige le comité parlementaire consacré à l'environnement et au développement rural. En 2011, elle est battue par Marco Biagi (en), un candidat du Parti national écossais. Sarah Boyack est néanmoins élue députée de la région électorale de Lothians (en).

### Postes ministeriels
En 1999, après son élection au parlement écossais, Sarah Boyack est nommée ministre des Transports et de l'Environnement dans le premier gouvernement du premier Parlement écossais, le gouvernement Dewar. Elle est ensuite ministre des Transports du gouvernement McLeish jusqu'en novembre 2001. En 2007, elle est nommée vice-ministre de l'Environnement et du Développement rural dans le gouvernement de la troisième législature du Parlement écossais. 

### Parti travailliste écossais
En 2011, à la demande d'Ed Miliband, qui dirige le parti travailliste du Royaume-Uni, Sarah Boyack et Jim Murphy rédigent un rapport (en) sur le parti travailliste écossais afin de le restructurer. En octobre 2014, après la démission de Johann Lamont, Boyack se porte candidate à la présidence du parti.